# Andrena subopaca
Andrena subopaca là một loài ong trong họ Andrenidae. Loài này được Nylander miêu tả khoa học đầu tiên năm 1848.